# هشام منير

مجلس مدينة بغداد (1975)

هشام منير 11 يناير 1930 مهندس معماري عراقي وُلد في مدينة بغداد، معروف بريادته في الحداثة المعمارية في العراق وهو أحد المبدعين الحقيقيين في عالم الهندسة المعمارية في العراق.

## الحياة المبكرة
درس في الجامعة الأمريكية في بيروت، وجامعة تكساس في كلية أوستن للهندسة المعمارية، وجامعة جنوب كاليفورنيا وأكمل تعليمه عام 1956, كما حصل على جائزة تميّز للإنجاز المعماري مدى الحياة عام 2017 من البروفيسور ويندي بولان عميدة كلية العمارة في جامعة كامبريدج والسيدة باربارا هاول من جامعة كوفنتري والذي اقيم في العاصمة الأردنية عمّان.

## المهنة
في عام 1959 أسس هشام منير أول برنامج معماري في جامعة بغداد مع محمد مكية وعبد الله إحسان كامل
في عام 1957 عمل منير مع المهندس المعماري الألماني فالتر غروبيوس وشركته The Architects Collaborative في تصميم حرم جامعة بغداد. كما قام هشام منير بتصميم عدد من المشاريع الكبرى في العقود الثلاثة التالية بما في ذلك حرم جامعة الموصل في عام 1966, وزارة الداخلية العراقية 1974, بغداد سيتي هول 1975, وفندق وكازينو عشتار شيراتون في بغداد عام 1982.

## الجوائز والتكريمات
في عام 2017، حصل هشام على جائزة التميز للإنجاز مدى الحياة.